# Loboglossa variipennis
Loboglossa variipennis is een keversoort uit de familie Mycteridae. De wetenschappelijke naam van de soort is voor het eerst geldig gepubliceerd in 1851 door Solier.